# Kartáčový stejnosměrný motor

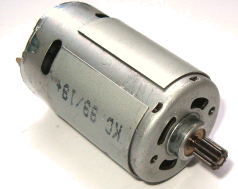
Stejnosměrný motor.

Kartáčový stejnosměrný motor (anglicky brushed DC electric motor, též interně komutovaný motor) je v elektrotechnice typ stejnosměrného motoru, který na rotoru používá pro přepínání cívek komutátor tak, aby se motor otáčel (osy magnetického pole se však neotáčí). Zvyšování napájecího napětí vede k vyšším otáčkám motoru, motor může mít vyšší otáčky než motory s točivým polem. Stator je tvořen permanentními magnety nebo elektromagnety. Nástupcem kartáčových motorů je bezkartáčový motor, který je ve všech ohledech překonává.

## Historie
Jeden z prvních rotačních elektromotorů, možná i vůbec první, vynalezl Michael Faraday v roce 1821. Motor se skládal z volně zavěšeného drátu ponořeného do nádrže rtuti. Ve středu nádrže byl umístěn permanentní magnet. Elektrický proud procházel drátem, drát rotující kolem magnetu pak prokazoval, že proud vytvořil kolem drátu točivé magnetické pole.
Moderní motor na stejnosměrný proud byl náhodně objeven v roce 1873, když Zénobe Gramme vodivě spojil roztočené dynamo s druhým stojícím dynamem, z něhož se tím stal napájený motor.

## Dvoupólový stejnosměrný motor
Nejjednodušší motor na stejnosměrný proud má stator tvořený permanentním magnetem a rotující kotvu ve formě elektromagnetu s dvěma póly. Rotační přepínač, zvaný komutátor, mění směr elektrického proudu a polaritu magnetického pole procházejícího kotvou dvakrát během každé otáčky. Tím zajistí, že síla působící na póly rotoru má stále stejný směr. V okamžiku přepnutí polarity (mrtvý úhel motoru) udržuje běh tohoto motoru ve správném směru setrvačnost. Dvoupólová kotva je používána jen pro výukové účely. V době komutace uhlíků na lamelách komutátoru dochází ke zkratování lamel. Pro motor dojde ke zkratování zdroje a pro dynamo ke zkratování kotvy a poklesu výstupního napětí k nule. Prakticky jsou proto malé levné motorky pro hračky vyráběny se třemi póly a třemi lamelami komutátoru, aby nevznikal problém se zkratováním zdroje a mrtvým úhlem rotoru. Principiálně se tento motor podobá střídavému synchronnímu motoru, kde rotační přepínání směru proudu a jím vytvářeného magnetického pole zajišťuje sama elektrorozvodná síť.
Komutátor zajistí, že proud v cívce komutuje (změní směr) + a − (− a +) po každém pootočení o 180° (u dvoupólového motoru). Takto dochází ke změně směru indukčních siločar v cívce.

Funkce stejnosměrného motoru
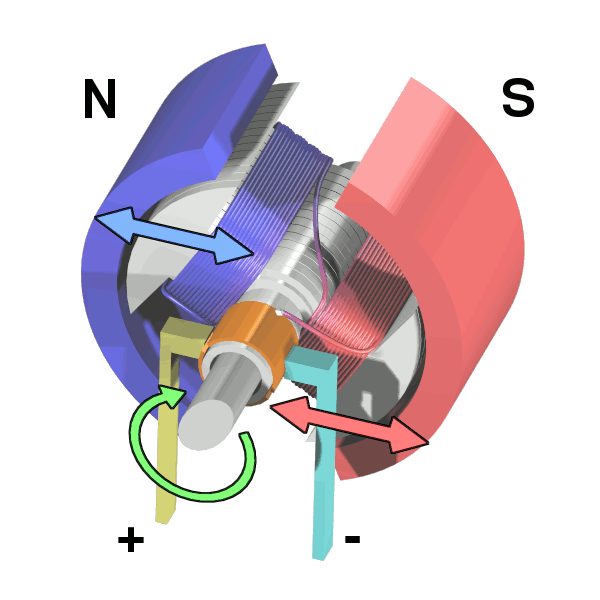
Rotor (kotva) je přes oranžový komutátor připojen ke zdroji stejnosměrného napětí. Stator je naznačen dvěma pólovými nástavci. Magnetický tok statoru je buzen elektromagnetem nebo permanentními magnety.
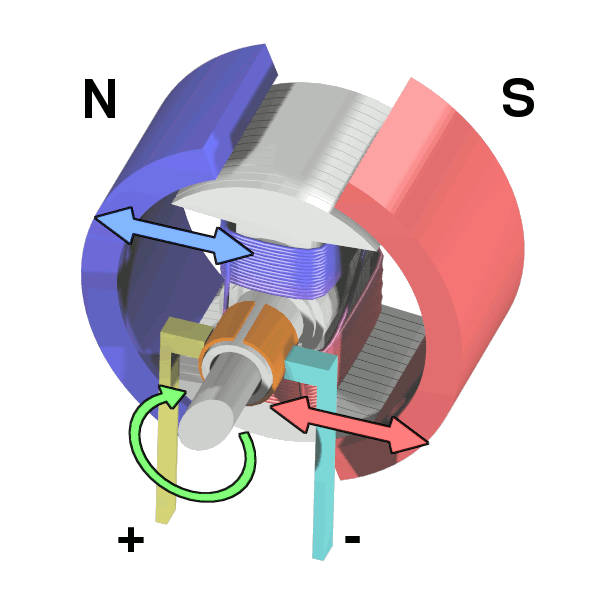
Vzhledem k polaritě statoru a rotoru se souhlasné póly (barvy) odpuzují a opačně pólované póly se přitahují. Vzniklé síly uvádí rotor do pohybu a ten se otáčí.
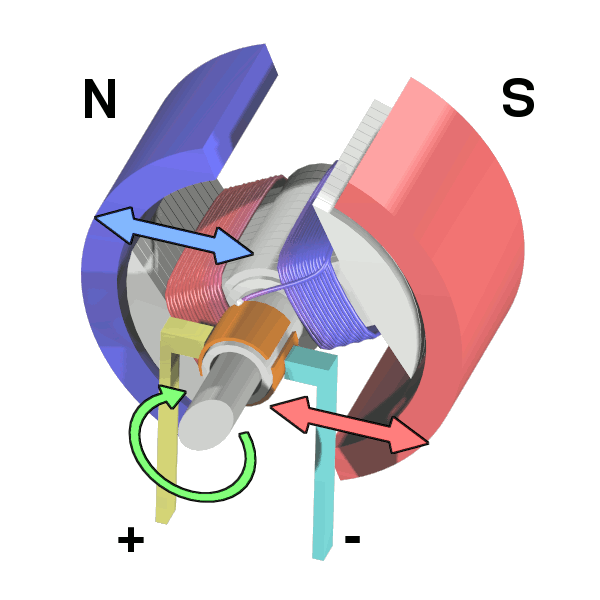
Rotor se otáčí. V okamžiku, kdy se rotor dostane do polohy, kdy magnetická osa rotoru a statoru splynou a přitažlivé síly dosáhnou maxima, dojde na komutátoru ke komutaci (přepnutí směru) proudu ve vinutí rotoru a tím polarity magnetického pole rotoru. Pokud by nedošlo ke komutaci, tak by se rotor zastavil.

## Vlastnosti komutátorových motorů
Rychlost motoru na stejnosměrný proud obecně závisí na velikosti napětí a proudu procházejících vinutím motoru a na zátěži neboli velikosti brzdného momentu. Rychlost motoru při daném brzdném momentu je úměrná napětí, točivý moment je úměrný proudu. Rychlost motoru lze regulovat změnou pracovního napětí a buzením. S rozvojem levnější a spolehlivější silnoproudé elektroniky (výkonové polovodičové tyristory, řídící obvody atd.) jsou stejnosměrné motory postupně vytlačovány motory s rotujícím magnetickým polem buzeným elektronicky (viz bezkartáčový stejnosměrný motor).

### Výhody
Výhodou stejnosměrných motorů je relativní jednoduchost a univerzálnost využití. Sériové a derivační motory mohou fungovat nejen na stejnosměrný, ale i střídavý proud nízkých frekvencí. Jsou to tedy motory univerzální. Další výhodou proti motorům střídavým je možnost dosáhnout libovolných mechanicky dosažitelných otáček (motory na střídavý proud mají obvykle otáčky omezeny frekvencí sítě – 50 Hz = 3000 ot./min). Proto tyto motory nacházejí uplatnění v takových strojích, jako jsou vrtačky, mixéry, ale třeba i automobily a dopravní zařízení s elektrickou trakcí (např. lokomotivy, trolejbusy, tramvaje či vozy metra).

### Nevýhody
Největší nevýhodou stejnosměrných motorů je existence komutátoru, větší velikost a větší hmotnost, pro stejné výkony a momenty, oproti asynchronnímu stroji s frekvenčním měničem. Komutátor je mechanický přepínač, který spíná velké proudy a je – kromě náchylnosti k poruchám – náročný na údržbu a seřízení, jedná se o mechanicky namáhané zařízení vyžadující pravidelnou údržbu či výměnu některých jeho součástí. Životnost je uváděna 1000 až 1500 provozních hodin, popř. méně než 100 provozních hodin při extrémních zatíženích a až 15000 hodin v ideálních podmínkách a dosahují maximálně 10000 ot./min. Jiskření na kartáčcích (tvořených obvykle bloky čistého uhlíku) je zdrojem významného elektromagnetického rušení.

### Reverzace chodu stejnosměrných motorů
U sériových a derivačních motorů nelze změnit směr otáčení pouhým přepólováním napájecího napětí celého motoru – protože by došlo k přepólování statoru i rotoru, směr otáčení by zůstal zachován. Pro změnu směru je třeba přepólovat jen stator nebo jenom rotor.

### Brzdění
Lze brzdit protiproudem, reverzací. Protože stejnosměrné motory mohou fungovat i jako dynama, lze je využít jako součást elektrodynamické brzdy – zmenšením vlastních otáček, například nabuzením, stroj přejde z motorického režimu do generátorového.

## Varianty konstrukce motoru

### Stator s permanentními magnety
Stator buzený permanentními magnety je výhoda, protože nepotřebuje budící vinutí a budící obvody. Nevýhodou je to, že nelze měnit velikost budícího magnetického toku. Komutátorový motor buzený permanentními magnety nachází použití u všech drobných motorků (například u hraček). V motorickém chodu je kotva napájena přes uhlíky a komutátor. Motor může být napájen výhradně ze stejnosměrného zdroje. Regulace velikosti proudu kotvou umožňuje v motorického chodu změnu momentu. Otáčky výstupního hřídele motoru jsou dány mechanickými ztrátami motoru a zatěžovacím momentem. Změna směru proudu kotvou umožňuje změnu směru otáčení (reverzaci).
V generátorickém chodu je využíván jako tachodynamo. Polarita udává směr a napětí rychlost otáčení. Tachodynamo má specifické konstrukční vlastnosti.